# MiG-27 (航空機)
 MiG-27 / МиГ-27
MiG-27ML
- 用途：戦闘機
- 分類：戦闘爆撃機
- 設計者： ミコヤーン・グレーヴィチ設計局
- 製造者：

  -  ズナーミャ・トルーダ機械製作工場（ロシア語版、英語版）
  -  イルクーツク航空機工場（ロシア語版）
  -  ウラン・ウデ航空機工場（ロシア語版、英語版）
  -  ヒンドスタン航空機（MiG-27ML、ライセンス生産）[1]
- 運用者

  -  ロシア空軍
  -  インド空軍、ほか
- 初飛行：1970年
- 生産数：1074機
- 運用開始：1975年
- 退役：2023年(カザフスタン空軍)
- 運用状況：退役
- 原型機：MiG-23

MiG-27（ミグ27；ロシア語:МиГ-27）は、ソビエト連邦のミグ設計局により開発された戦闘爆撃機である。
MiG-23前線戦闘機から派生したソ連国内向け戦闘爆撃機型として製作された。1980年代、スホーイ設計局のSu-17M3/4とともにソ連空軍戦闘爆撃機部隊の中核を担った。北大西洋条約機構(NATO)の使用するNATOコードネームはフロッガーD/F/H/J/J-2 (Flogger D/F/H/J/J-2)。
なお、このページで扱うMiG-27シリーズはMiG-23の戦闘爆撃機型であり、その輸出型はMiG-23BK/BNと呼ばれている。このように、MiG-23シリーズとMiG-27シリーズは併せて考えるべきである。MiG-23/27シリーズの全体についてはMiG-23 (航空機)を参照のこと。

## 概要

### 背景
1960年代、ソ連では1950年代より開発してきた大型のSu-7BKL戦闘爆撃機が空軍の対地攻撃力の中核となっていた。また、小型のMiG-17FやMiG-21などの前線戦闘機も簡易な戦闘爆撃機として運用されていた。しかし、これらの機体はいずれも充分な能力を有しているとは言えず、1960年代末には新たな戦闘爆撃機に対する要求が各設計局に出された。スホーイ設計局では従来のSu-7シリーズを可変翼化したSu-17シリーズを開発し、それまでの領分を確保することに成功した。一方、MiG-15以降、小型の前線戦闘機の開発が領分となっていたミグ設計局では、以後の可能性を拡げるため、軍の要求に対し当時開発中であったMiG-23S前線戦闘機を改設計し、大型のSu-17に匹敵する戦闘爆撃機を開発することとした。

### 攻撃機型MiG-23の開発
MiG-23Sの戦闘爆撃機化は、まずエンジンをカチャツロフ設計局のR-29-300からより出力の大きなR-29B-300に換装することから始められた。この機体は'MiG-23B(МиГ-23Б)または32-24と呼ばれ、機首のレーダーを撤去しソコル23S照準システムやフォーンレーザー測距儀などの対地攻撃用の新システムを装備した。機首形状は扁平なものになり、前面下方の視界を向上させている。
初飛行は1971年に行われた。生産はモスクワ機械製作工場(MMZ)「ズナーミャ・トルダー（労働の旗）」で行われ、1972年から1973年の間に24機が製作された。

### MiG-27とMiG-23BNの開発
MiG-23Bは機体強度等に致命的な欠陥が多くあったMiG-23Sを基に製作されていたため同様の欠陥があり、戦闘機型MiG-23の改良を待ってすぐに新しい機体の設計に取り掛かる必要があった。その結果開発されたのがMiG-23BM(МиГ-23БМ)または32-25と呼ばれる機体で、1972年に初飛行を行った。この機体は戦闘機型の改良型であるMiG-23M同様、前縁に面積を増すため張り出しを設けてドッグトゥースを形成させた主翼を有するほか、アフターバーナーを簡略化した。吸気口のランプも固定化されており、最高速度が低下したが、これらの改装により機体構造が簡略化・軽量化された。固定機関砲はMiG-23シリーズの23 mm砲より威力の高い30 mmガトリング砲を搭載した。この機体はMiG-27(МиГ-27)として1973年より生産に入り、1977年までに360機がイルクーツク航空機工場で製作された。
MiG-23BMには前線偵察機型も開発されておりMiG-23R(МиГ-23Р)と呼ばれたが、前線偵察機としてはSu-17M3R/4Rが使用されることとなり、MiG-23Rは量産されなかった。また、吸気口を従来の可動式としたままの32-24B(32-24Б)はMiG-23BN(МиГ-23БН)としてMMZ「ズナーミャ・トゥルダー」工場で生産に入り、輸出向けに多数が製作された。なお、MiG-23BNに対しては1998年にMiG-23B-98(МиГ-23Б-98)近代化改修規格が提示されている。

### MiG-27への発展

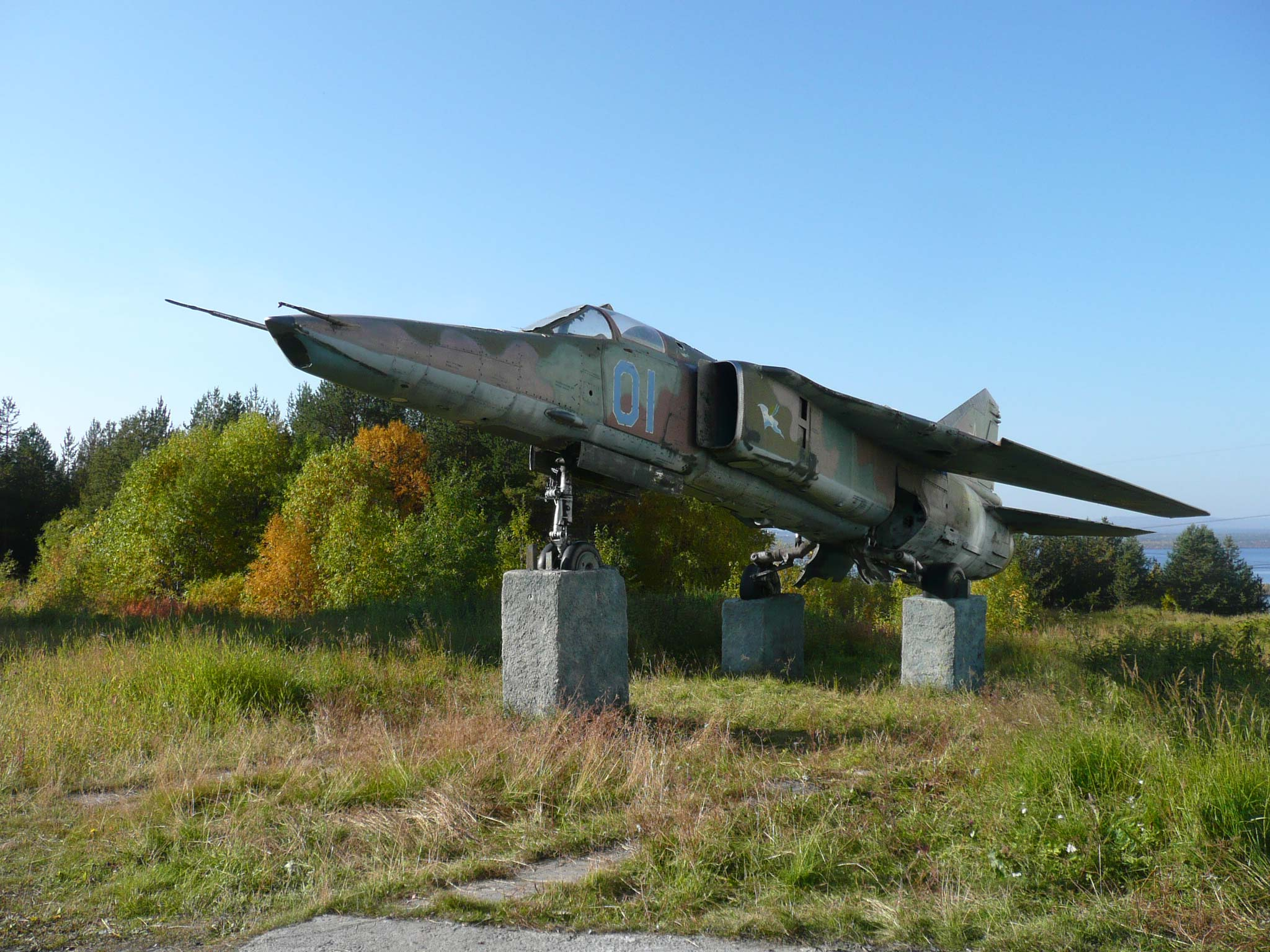
MiG-27D

MiG-23BMの発展型として開発された32-26は、MiG-23BK(МиГ-23БК)として1974年12月30日に初飛行を行った。この機体は1976年よりイルクーツク航空機工場で生産が始められ、1982年までに197機が製作された。部隊配備後の1980年、この機体に対しMiG-27K(МиГ-27К)と名称を改めるよう指示が出された。また、1976年から1977年の間にMiG-27R(МиГ-27Р)または32-35と呼ばれる偵察機型が開発された。この機体は電波探知装置のコンテナーを機体下に搭載するものであったが、実際に生産されたものはなかった。
次に生産されたのはMiG-27M(МиГ-27М)または32-27と呼ばれた機体で、これはMiG-27Kが高価過ぎたことから開発された簡略型であった。初飛行は1976年に行われ、ウラーン・ウデー航空機工場で1978年から1983年の間に162機が生産された。合計304機の32-25も1983年から1987年の間に32-27規格に改修され、MiG-27D(МиГ-27Д)と称された。
1986年に初飛行したMiG-27ML(МиГ-27МЛ)または32-29(32-29Л)と称される機体はインド向けに開発されたMiG-27の輸出型で、インドではMiG-27Mバハドゥール(MiG-27M Bahadur)と呼び、1985年からヒンドスタン航空機で165機がライセンス生産された。MiG-27L(МиГ-27Л)と書かれることもある。インドではMiG-23BNも併用しており、これらは第三次印パ戦争でも使用されたSu-7BMKの代替である。インドでは当初エンジンをAL-31Fに換装し、イスラエルと共同開発したTakshak電子戦システムの搭載などを含む大幅な近代化を行った上で、2020年代まで運用するつもりであったが、予算の関係でエンジン換装が見送られ、電子戦システムについても大幅に開発が遅れた。加えて、搭載するエンジンに起因する事故が発生したことで、2020年代までの運用は断念され、2019年12月27日に退役した。

## 運用国

### 過去の運用国

#### MiG-27シリーズ(MiG-23Bを含む)の運用国
- ソ連：各種
- ロシア：MiG-27/K/M/D
- ウクライナ：MiG-23B、MiG-27/K/M/D
- ベラルーシ：MiG-27/K/M/D
- カザフスタン：MiG-27M
- スリランカ：MiG-27M(旧ウクライナ機)
- インド - 退役済[1]

#### MiG-23BNの運用国

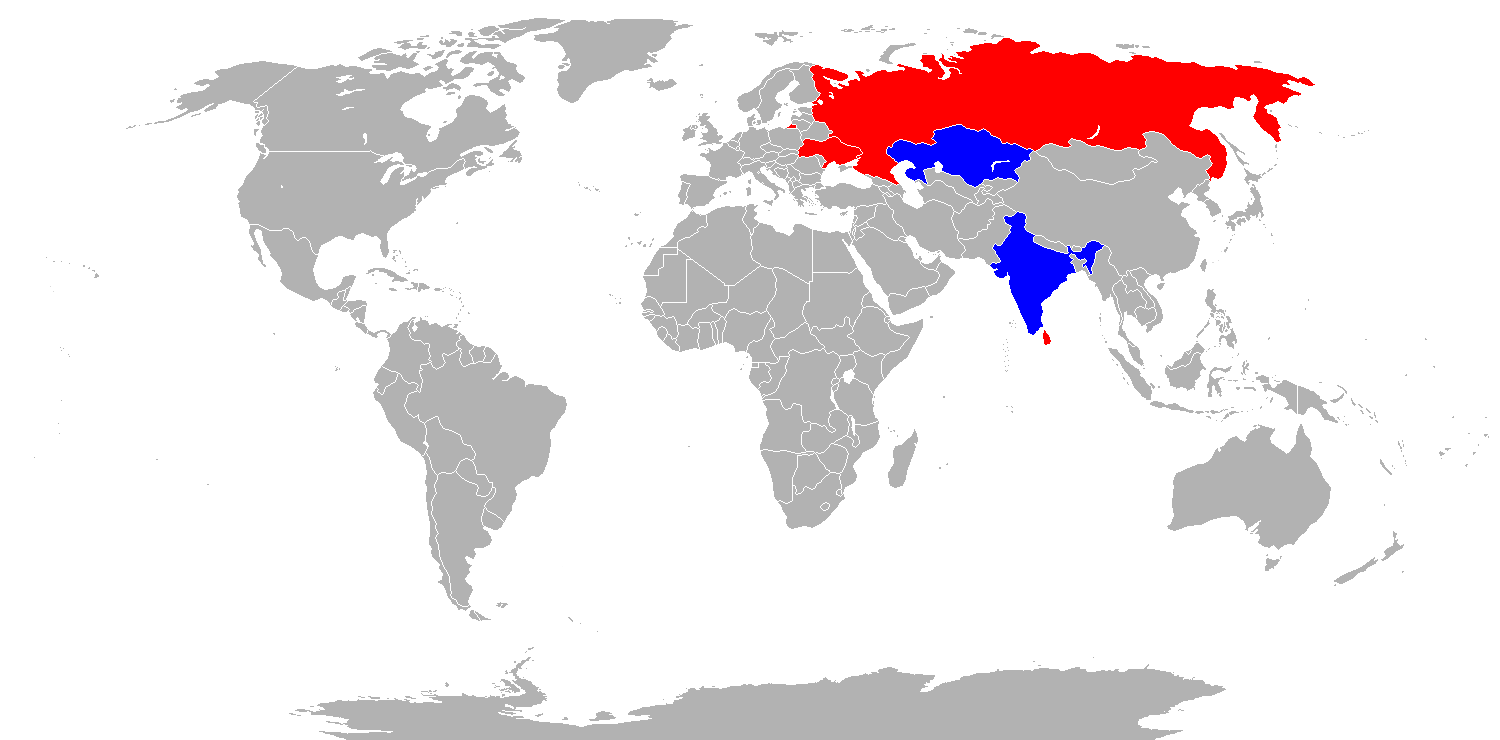
MiG-27の運用国

- ブルガリア
- 東ドイツ
- チェコ
- チェコスロヴァキア
- アルジェリア
- シリア
- イラク
- リビア
- エチオピア
- エリトリア
- キューバ

## スペック (MiG-27K)
- 初飛行：1970年
- 全幅
  - 後退角72°：7.78 m
  - 後退角16°：13.97 m
- 全長：17.10 m
- 全高：5.00 m
- 翼面積
  - 後退角72°：34.16 m2
  - 後退角16°：37.35 m2
- 翼面荷重量：605 kg/m2
- 空虚重量：11,908 kg
- 通常重量：18,100 kg
- 最大離陸重量:20,670 kg
- 発動機：R-29B-300エンジン×1
- 推力重量比：0.62
- 最高速度：1,018
  - 高高度：1,885 km/h
  - 地表高度：1,350 km/h
- フェリー航続距離：2,500 km
- 上昇率：200 m/秒
- 実用上昇限度：14,000 m
- 固定武装：30 mmガトリング機関砲 GSh-6-30 ×1（装弾数260-300発）

- - MiG-27のハードポイント。胴体後部にも100・250・500 kg爆弾×2を搭載可能。

## 登場作品

### 漫画・アニメ
『エリア88』
アスラン王国反政府軍に属する傭兵部隊の機体として登場。

### ゲーム
『エアフォースデルタシリーズ』
IIとブルーウィングナイツに登場。
IIではコードネームであるフロッガーの英語表記を「Frogger」とスペルミスした状態で表記されている。
ブルーウィングナイツでは主人公の一人であるリック・キャンベルと敵ライバルであるセルゲイ・キンスキーが使用する。
『フィクショナル・トルーパーズ』
ゲーム第2回目からエストビア連邦軍のランク2としてMiG-27を選択可能。航続距離が短いのが難点。一応、制空任務にも対応可能だが不向き。